# Ubah Ali
Pour les articles homonymes, voir Ali.
Ubah Ali, née en 1996, est une militante sociale et féministe du Somaliland, qui agit contre les mutilations génitales féminines. En 2020, elle a été classée par la BBC parmi les 100 femmes les plus influentes du monde.

## Biographie
Ubah Ali est née en 1996 à Burao, dans la région de Togdheer au Somaliland. Aucun de ses parents n'a obtenu de diplôme d'études primaires : son père était chauffeur de taxi jusqu'à ce qu'il soit victime d'un accident vasculaire cérébral en 2012 et sa mère vendait des vêtements. C'est sa mère qui l'encourage à faire des études et à demander des bourses. Elle étudie à l'école de sciences et de technologie d'Abaarso (en) à partir de 2011 et en sort en 2015. Elle intègre ensuite la Miss Hall's School, à Pittsfield, dans le Massachusetts et en est diplômée en 2016. En 2019, elle complète sa formation par une licence en politique et droits de l'homme à l'Université américaine de Beyrouth,. Ses études de premier cycle sont financées par le Mastercard Foundation Scholars Program. Pendant ses études au Liban, elle donne également des cours particuliers à des réfugiés syriens.
En 2015, âgée de 18 ans, Ubah Ali crée une organisation appelée Rajo : Hope for Somaliland Community dans le but d'offrir des possibilités d'éducation aux orphelins et aux étudiants défavorisés du Somaliland, inspirée par le travail qu'elle a entrepris au centre des orphelins d'Hargeisa, entre 2012 et 2015, où elle a donné des cours particuliers aux étudiants. En 2015, elle collecte également des fonds pour les communautés du Somaliland touchées par la sécheresse.
En 2020, sa campagne contre les mutilations génitales féminines (MGF) au Somaliland la fait connaître. En 2018, elle fonde une fondation, Solace, qui vise à mettre fin à cette pratique par le biais de campagnes d'éducation et de sensibilisation. Le groupe a ainsi créé le premier groupe de lutte contre les MGF au Somaliland. Alors que de nombreux Somaliens associent les MGF à la charia, Abuh Ali, aux côtés de médecins et d'un nombre croissant de chefs religieux, estime qu'il s'agit d'un phénomène culturel, qui peut être remis en cause. Ali, ainsi que ses trois sœurs, sont des survivantes des MGF.
En 2020, Ubah Ali fait partie de la liste de la BBC des 100 femmes les plus influentes du monde,.